# Историјски архив „Срем” Сремска Митровица
Историјски архив Срем је установа у Сремској Митровици која се, сходно намени архива, бави надзором над регистратурама, прикупљање, чување и обрада архивске грађе и коришћење исте у јавно-правне, приватно-правне и научне сврхе. У Архиву је смештено око 1200 разних фондова и збирки из живота Срема (привреде, судства, школства, управе, друштвено-политичких и верских удружења и сл).

## Зграда главне страже
Зграда се налази у градском парку и са бившом зградом Окружног суда чини амбијенталну целину из периода Војне границе, када је Сремска Митровица била средиште Петроварадинског деветог граничарског пука.

## Делокруг надлежности установе
За најважнију архивска грађу обично се сматрају Црквене матичне књиге од 1732-1900. године (римокатоличке, православне, гркокатоличке и јеврејске). У Архив долази велики број захтева за коришћење ове грађе од стране држављана Немачке, Италије, Аустрије, Француске, Русије па чак и од САД, Канаде и Бразила, а чији корени су са ових простора.
У Архиву се такође налазе и фондови управе од друге половине 18. века па до 1900. године, као што су магистрати, трговишта, властелинства, окрузи, срезови, општине и сл. који су интересантни за истраживаче, пре свега историчаре.
Старији фондови се користе за истраживање миграција становништва из северне и источне Европе у Панонску низију, а из ових у западну Европу и САД.
Током Првог и Другог светског рата преко подручја Срема су пролазиле савезничке и непријатељске војске, па постоји грађа у Архиву која је од значаја за изучавање европске историје тога времена.
Највећи број фондова настао је после Другог светског рата у време изградње социјалистичке државе, па по неким проценама они чине значајну архивску грађу за истраживаче који желе да дају приказ историје социјалистичке епохе.
Архив поседује око 90.000 микро-облика, који су складиштени у дигиталном облику, ради лакше и брже претраге, прегледа али и чувања оригиналних докумената.

## Издавачка делатност
Архив је такође познат и по својој издавачкој делатности, као и организацији уметничких изложби и промоција разних издања.
Одељење за публиковање архивске грађе ИА Срем поред публиковања водича и споменица, објављује и радове који су тематски везани за историју Срема, насталих истраживањем архивске грађе, у циљу упознавања са локалном историјом.

### Публикације
- Историјски архив Срем
- Споменица Историјског архива Срем (16 свеске)
- Водич кроз архивске фондове (4 свеске)
- Земљишна књига села Вогањ
- Магистрат трговишта Рума
- Сеобе становника Мањаче у Срем